# Aschbachtal-Jagdhausweiher
Das Naturschutzgebiet Aschbachtal-Jagdhausweiher liegt auf dem Gebiet der kreisfreien Stadt und des Landkreises Kaiserslautern in Rheinland-Pfalz.
Das 19,49 ha große Gebiet, das mit Verordnung vom 1. August 1990 unter Naturschutz gestellt wurde, erstreckt sich entlang des Aschbachs zwischen Dansenberg, einem Stadtteil von Kaiserslautern im Norden, und der Ortsgemeinde Stelzenberg im Süden. Unweit westlich verläuft die Landesstraße L 502, nordöstlich die L 503.
Das Gebiet umfasst Flach-, Zwischen- und Hochmoore, Fließ- und Stillgewässer, Röhrichte und Seggenriede.